# Сан-Матеус (футбольный клуб)
«Сан-Матеус» (порт.-браз. Centro Educativo Recreativo Associação Atlética São Mateus) — бразильский футбольный клуб представляющий одноимённый город из штата Эспириту-Санту. В 2011 году клуб выступал в Серии D Бразилии.

## История
Клуб основан 13 декабря 1963 года, домашние матчи проводит на арене «Сернамби», вмещающей 7 500 зрителей. «Сан-Матеус» является двукратным победителем чемпионата штата Эспириту-Санту, а также четырежды становился вице-чемпионом штата. Один раз в своей истории клуб выступал в Серии C Бразилии, в 1995 году он занял в ней 89-е место. Также единственный раз «Сан-Матеус» участвовал в розыгрыше Кубка Бразилии, в 2010 году, но выбыл в первом же круге, проиграв в обеих встречах (1-2 и 1-4), клубу «Ремо». В 2011 году клуб дебютировал в Серии D чемпионата Бразилии.

## Достижения
- Чемпион Лиги Капишаба (2): 2009[2], 2011.
- Вице-чемпион Лиги Капишаба (4): 1994, 1997, 1998, 1999.